# Ixora marquesensis
Ixora marquesensis är en måreväxtart som beskrevs av Forest Buffen Harkness Brown. Ixora marquesensis ingår i släktet Ixora och familjen måreväxter. Inga underarter finns listade i Catalogue of Life.